# Алахверди хан
Алахверди хан (на персийски: اللّه وردی خان) е ирански генерал и губернатор от грузински произход, който се издигнал от гулам (нисшестоящ военен служител) до висши постове в сефевидски Иран.
Алахверди хан е роден като християнски арменец с грузинската фамилия Ундиладзе и като много свои сънародници грузинци и черкези е пленен в един от кавказките походи на шах Абас I Велики и приема исляма, за да влезе в гуламската армия, специална военна структура от християнски пленници, създадена от шах Абас, за да успее да победи силните къзълбаши, които съставляват ядрото на иранската армия.
През 1589 той взема участие в убийството на силния министър (вакил) и на регента Моршид Коли Хан Остаглу, който тайно подготвял убийството на Абас. За награда, той е направен губернатор на Джорпадаган, близо до сефевидската столица Исфахан. След това бързо започва да се издига до високи постове в армията и администрацията и през 1595-6 става командир на гуламската военна структура, с което става един от петте висши офицери в Сефевидски Иран. През същата година шах Абас го прави губернатор на богатата провинция Фарс, което го прави първия гулам на позиция, равна с тази на къзълбашките емири. Този акт също трябвало да означава, че иранските провинции няма повече да се управляват от полуавтономни и често своеволни къзълбашки лидери.
През 1596 – 1597 г. става управител на Кохкилюен. През август 1598, като сердар-е-лашкар (висш командир) той тръгва към Херат, за да го възвърне от узбекските племена и скоро след победата е накаран от шаха да убие къзълбашкия емир Фархад Хан Караманли. Този акт го прави най-влиятелния човек в Иран след шаха. Около 1600, следвайки съвета на англичанина Робърт Шърли, той реорганизира армията и увеличава гуламските войски от 4 на 25 хиляди.
Алахверди хан води успешни походи отвъд западната и източната иранска граница, като превзема Бахрейн през 1601 – 1602 г.
Също така създава много обществени сгради, като например известния мост с 33 арки Пол е Сио Сех над река Зайандех в Исфахан.